# Brun papegojnäbb
Brun papegojnäbb (Paradoxornis unicolor) är en bergslevande asiatisk fågel i familjen papegojnäbbar inom ordningen tättingar.

## Utseende och läte
Brun papegojnäbb är en stor (21 cm) papegojnäbb med kraftig, gul näbb. Pannan till hjässan är mörkt brungrå med mörkare fjädercentra, vilket ger den ett något fläckigt intryck. På hjässan syns även svarta längsgående band. Undersidan är sotgrå och ovansidan brun, mot rödbrun på vingarna.  Sången är klar, högljudd och ganska ljus: "ii-wuu-iiew" eller "ii wiu’uu".

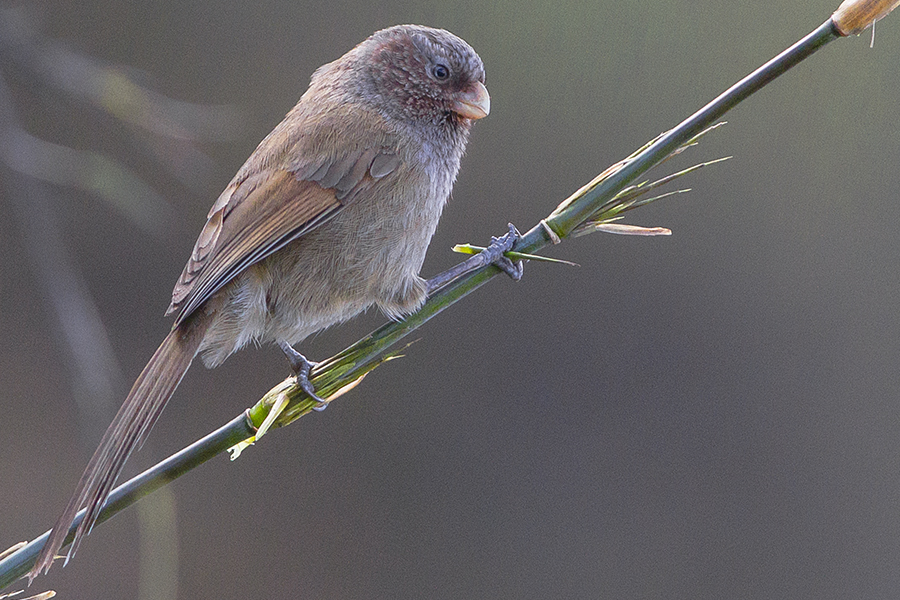

## Utbredning och systematik
Fågeln förekommer i bambuskogar från Nepal till sydöstra Tibet, sydvästra Kina och nordöstra Myanmar. Den behandlas som monotypisk, det vill säga att den inte delas in i några underarter.

### Släktestillhörighet
Tidigare inkluderades alla papegojnäbbar förutom större papegojnäbb i Paradoxornis. DNA-studier visar dock att större papegojnäbb och den amerikanska arten messmyg (Chamaea fasciata) är inbäddade i släktet. Paradoxornis delades därför delats upp i flera mindre släkten. Initialt placerades brun papegojnäbb och systerarten tretåig papegojnäbb i släktet Cholornis, men detta har sedermera inkluderats i Paradoxornis.

### Familjetillhörighet
DNA-studier visar att papegojnäbbarna bildar en grupp tillsammans med den amerikanska arten messmyg, de tidigare cistikolorna i Rhopophilus samt en handfull släkten som tidigare också ansågs vara timalior (Fulvetta, Lioparus, Chrysomma, Moupinia och Myzornis). Denna grupp är i sin tur närmast släkt med sylvior i Sylviidae och har tidigare inkluderats i den familj, vilket i stor utsträckning görs fortfarande. Enligt sentida studier skilde sig dock de båda grupperna sig åt för hela cirka 19 miljoner år sedan, varför tongivande International Ornithological Congress (IOC) numera urskilt dem till en egen familj, Paradoxornithidae. Denna linje följs här.

## Levnadssätt
Brun papegojnäbb påträffas i bambustånd i bergsbelägen öppen städsegrön lövskog på mellan 1850 och 3600 meters höjd. Den livnär sig på bambu, knoppar från ormbunksväxter, mossa och annat vegetabiliskt material men också skalbaggar och andra insekter. Fågeln häckar mellan januari och augusti. Arten är huvudsakligen stannfågel, men rör sig i vidare områden utanför häckningstid.

## Status och hot
Arten har ett stort utbredningsområde och en stor population, men tros minska i antal på grund av habitatförstörelse och fragmentering, dock inte tillräckligt kraftigt för att den ska betraktas som hotad. Internationella naturvårdsunionen IUCN kategoriserar därför arten som livskraftig (LC). Världspopulationen har inte uppskattats men den beskrivs som generellt sparsamt förekommande, sällsynt i Bhutan och ganska vanlig i delar av Kina.